# Jamar Dixon
Pour les articles homonymes, voir Dixon.
Jamar Dixon, né le 17 juillet 1995 à Ottawa au Canada, est un joueur international canadien de soccer, qui évolue au poste de milieu de terrain.

## Biographie

### Carrière en club
Il fait ses débuts en NCAA avec l'équipe de son université, l'université Saint-Francis-Xavier. Il passe également trois saisons en PDL, jouant pour les Highlanders de Victoria entre 2009 et 2011.
En 2013, il signe un contrat avec le BW 90 IF, évoluant en quatrième division suédoise. Puis, en 2014, il rejoint le club finlandais du TP-47 en Kakkonen. Le 1er septembre, il rejoint le Jippo en Ykkönen.
Le 26 janvier 2015, il rejoint le FF Jaro en Veikkausliiga. Le 12 avril, il fait ses débuts en Veikkausliiga contre l'IFK Mariehamn lors d'un match nul de 1-1. Puis, le 17 mai, il inscrit son premier but en Veikkausliiga contre HIFK Helsinki lors d'une défaite 3-2. Le club est relégué en Ykkönen pour la saison 2016.
Le 20 juillet 2016, il rejoint le Fury d'Ottawa en NASL. Le 27 juillet, il fait ses débuts en NASL face aux RailHawks de la Caroline. Puis, le 3 novembre, il a signé un nouveau contrat avec le Fury et la franchise rejoint United Soccer League pour la saison 2017.
Le 8 novembre 2022, il met un terme à sa carrière sportive et intègre l'encadrement technique du Pacific FC, formation de Première ligue canadienne avec laquelle il a joué entre 2020 et 2022.

### Carrière internationale
Jamar Dixon compte trois sélections avec l'équipe du Canada en 2016.
Il est convoqué pour la première fois en équipe du Canada par le sélectionneur national Benito Floro, pour un match amical contre les États-Unis le 5 février 2016. Lors de ce match, il entre à la 85e minute de la rencontre, à la place de Marcel de Jong. Le match se solde par une défaite 1-0 des Canadiens.